# Číšťovice
Číšťovice je malá vesnice, část obce Heřmaničky v okrese Benešov. Nachází se 0,5 km na jih od Heřmaniček. V roce 2009 zde bylo evidováno 25 adres.
Číšťovice leží v katastrálním území Heřmaničky o výměře 5,86 km².

## Název
Název vesnice, převzatý z informací Českého statistického úřadu, není pravděpodobně přesný. Na webových stránkách obce Heřmaničky je tato vesnice uváděna s krátkým i: tedy Čišťovice.

## Historie
První písemná zmínka o vesnici pochází z roku 1356.

## Další fotografie

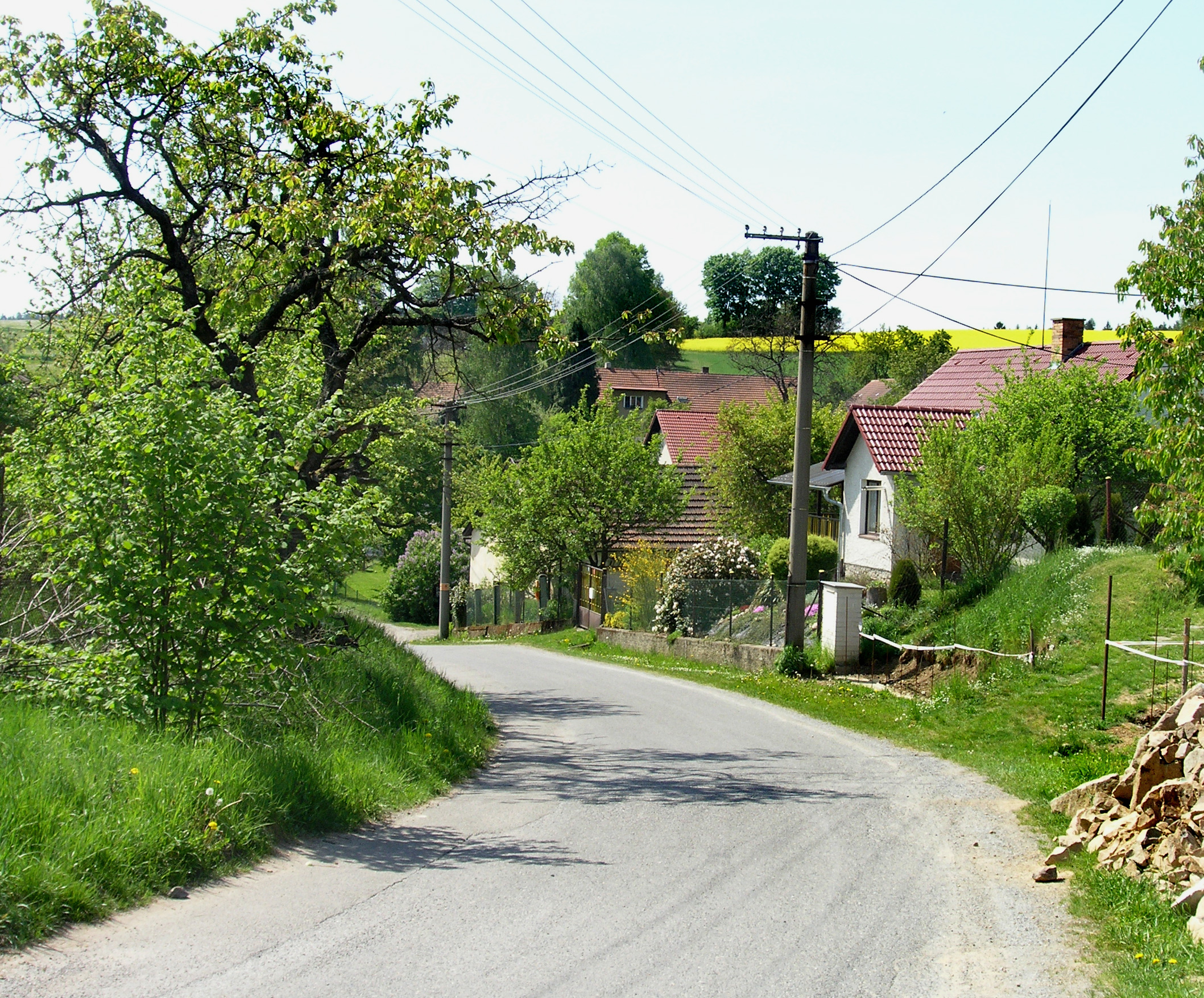
Jižní část vesnice
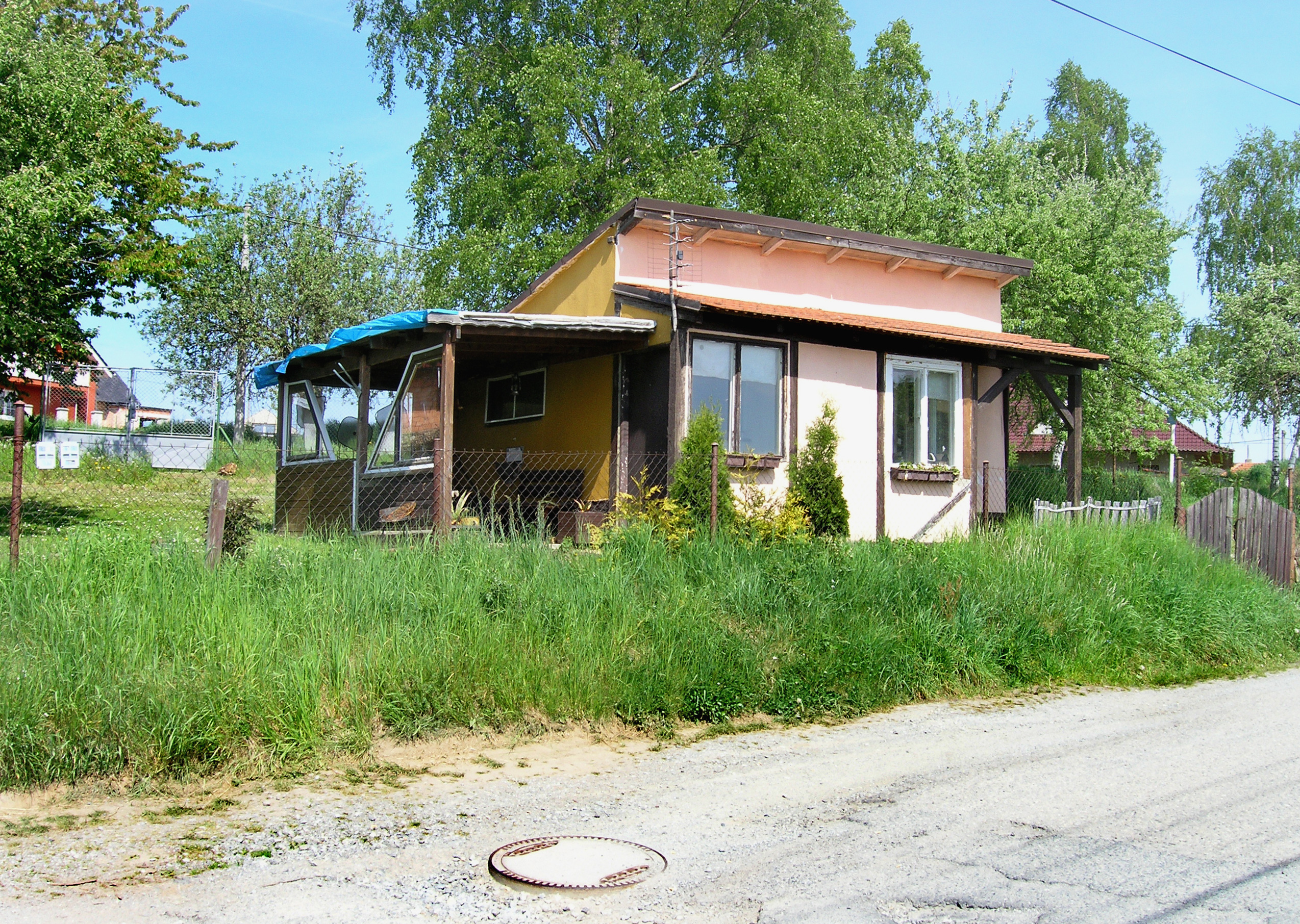
Domek na severu